# Ghia 230 S
La Ghia 230 S è un'autovettura realizzata dalla casa automobilistica italiana Ghia dal 1963 al 1964.

## Descrizione

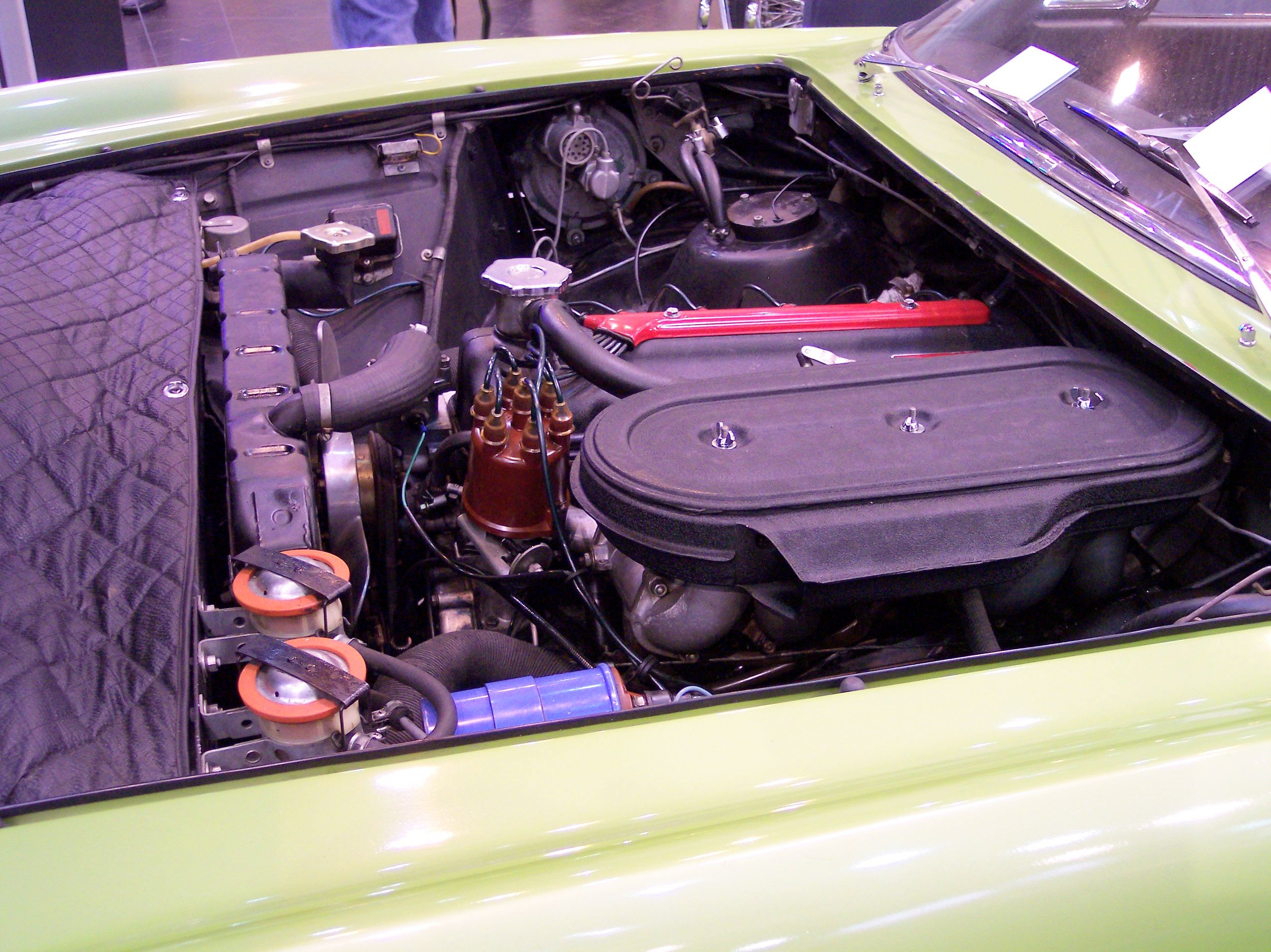
Vista del motore

Era una coupé sportiva che venne realizzata dalla Carrozzeria Ghia sulla base tecnica della Fiat 2300 S Coupé, con motore il sei cilindri ripreso dalla Fiat 2300 S Coupé e rivisto da Abarth, 2,3 litri da 110 kW.
La Ghia 230 S si basava sulla meccanica della Fiat 2300 S Coupé. Tuttavia, telaio e carrozzeria erano completamente differente e furono riprogettate da Sergio Sartorelli. Il telaio era un traliccio tubolare separato dalla carrozzeria che Gilberto Colombo della Gilco Design costruì esclusivamente per questo modello. Il motore venne collocato in una posizione anteriore-centrale dietro l'asse anteriore per migliorare la distribuzione del peso.
L'elemento centrale del design della parte posteriore della vettura era il grande lunotto in tre parti. Una particolarità della Ghia 230 S è l'ampio lunotto posteriore che si estende nelle fiancate del veicolo, fa parte del portellone e si solleva nel suo insieme quando viene aperto. Mentre il lunotto curvo della Maserati Mistral venne progettato in un unico pezzo, nel caso della Ghia 230 S è costituito da un grande vetratura centrale e da una piccola parte laterale a sinistra e a destra. Le singole parti sono tenute insieme da sottili montanti. I fanali, derivanti dalla Fiat 1300, furono posizionati a rilievo. Le luci posteriori dell'auto provenivano dalla Fiat 850.
Il motore della Fiat 2300 fu elaborato da Carlo Abarth. Ciò comportò un aumento della potenza di 150 CV. Furono prodotti quattro Ghia 230 S: due coupé (1963 e 1964) e due cabriolet (1965).